# Alexis de Tocqueville
Alexis-Charles-Henri Clérel de Tocqueville (29. července 1805, Paříž – 16. dubna 1859, Cannes) byl francouzský sociologicky orientovaný politický myslitel a historik. Ve 30. letech 19. století podnikl několik cest do Spojených států amerických, aby podrobil důkladné analýze tamní demokracii a srovnal ji se stavem v Evropě. Byl zástupcem interdisciplinární vědy, která se měla zabývat chováním různých lidských společností, nedal jí však název ani jasný program. Samotnou sociologii 19. století příliš neovlivnil, ale dnes je mnohými historiky sociologie považován za jednoho z nejvýraznějších klasiků tohoto oboru.

## Život
Narodil se roku 1805 do bohaté šlechtické rodiny v rue de la Ville-l’Evêque v Paříži. Z matčiny strany byl pravnukem Chrétiena-Guillauma de Malesherbese, jednoho z ministrů Ludvíka XVI. a obhájce krále před revolučním tribunálem, za což byl v roce 1794 popraven. Otec byl statkářem v Contentinu (Normandie), zámek Tocqueville leží poblíž Cherbourgu. Oba jeho rodiče byli vězněni v období porevolučního teroru a část jeho příbuzenstva dokonce toto období nepřežila. Sám se považoval za liberála a monarchistu narozeného do doby, kdy „aristokracie byla již mrtva a demokracie se ještě nezrodila“. Tocqueville absolvoval lyceum v Metách a posléze vystudoval práva na univerzitě v Paříži (v letech 1823 až 1827). Podobně jako jeho otec stal se i on sám vysokým státním úředníkem: roku 1827 byl jmenován soudním auditorem ve Versailles, kde působil až do roku 1831.
Období studií spadá do tzv. restaurace (1815–1830), kdy se vracela k moci bourbonská dynastie. Tocqueville si uvědomoval, že francouzská ultrakonzervativní monarchie je odsouzena k zániku. Nedokázala totiž předvídat střet královské a lidové moci (revoluce v červenci 1830). Po ní se ujal vlády „buržoazní monarcha“ Ludvík Filip Orleánský (1830–1848). Tocqueville přísahal věrnost novému režimu, ale plně s ním nesouhlasil. Stal se pro bourbonisty zrádcem, i když novým režimem nebyl nadšen. Jeho opravdová loajalita náležela svobodě. I proto odjel za poznáním do Ameriky.

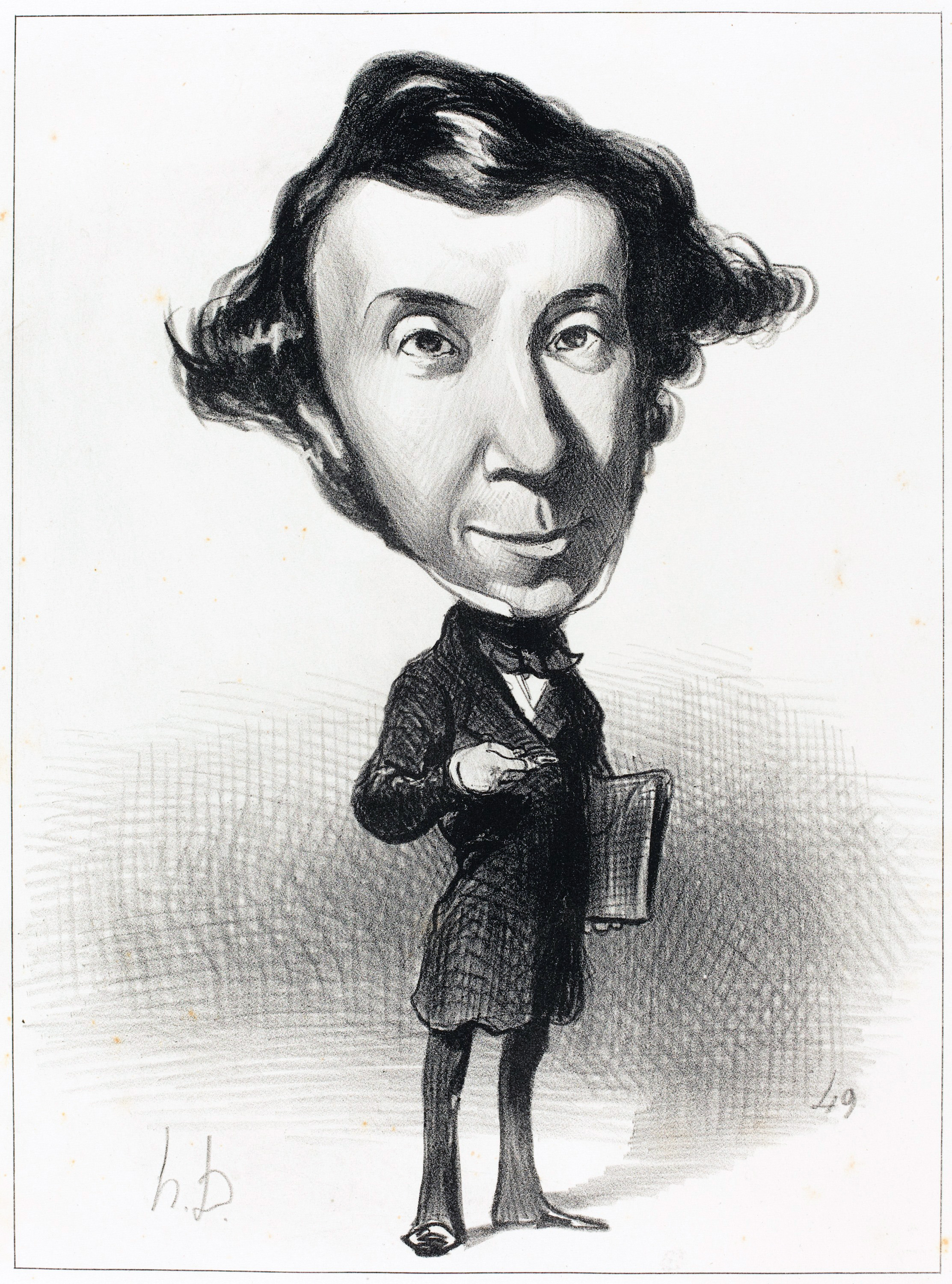
Karikatura, Honoré Daumier, 1849.

Svou první cestu do Spojených států amerických podnikl v roce 1831, oficiálně za účelem zkoumání amerického vězeňského systému. Po návratu roku 1832 nejprve publikoval stručné výsledky své analýzy a posléze se pustil do tvorby obsáhlejšího díla, jež vyústila ve spis Demokracie v Americe, jehož první díl Politický svět byl vydán roku 1835. Jeho prvotina byla následována výrazným čtenářským zájmem, kterého Tocqueville dokázal využít pro nastartování své politické kariéry. V roce 1839 byl zvolen poslancem, kde zasedal společně s levým středem. V roce 1848 vypukla ve Francii další revoluce, která svrhla Ludvíka Filipa. Vznikla druhá republika (1848–1852) pod prezidentstvím Ludvíka Napoleona Bonaparta. Tocqueville byl krátce ministrem zahraničí (květen – říjen 1849). Roku 1851 Ludvík Napoleon rozpustil parlament, Tocqueville se dokonce ocitl byť nakrátko ve vězení a tím končila jeho politická kariéra. Ludvík Napoleon Bonapart se prohlásil císařem Napoleonem III. Období druhého císařství (1852–1870) bylo obdobím stability, avšak na úkor občanských práv a svobod. S tím nemohl Tocqueville souhlasit a proto se zcela vědomě vyloučil z veřejného života.
16. dubna 1859 zemřel na tuberkulózu. Na smrtelné posteli nejvíce litoval, že nemohl pokračovat na svém dalším díle Starý režim a revoluce (1856), které mohlo v tomto období začít vznikat právě také díky tomu, že začal žít i mimo politiku.

## Dílo
- Demokracie v Americe (1835, 1840) – v tomto díle Tocqueville zkoumá povahu demokracie, její klady i zápory, a také analyzuje možné původce ohrožení již stabilizovaného demokratické uspořádání. Hlavním autorovým úmyslem bylo srovnat povahu demokracie v USA s demokracií v Evropě, především pak ve Francii. Tocqueville se snaží zjistit, jak lze čelit nebezpečím, která v sobě demokracie skrývá, a je přesvědčen, že vhodnou protiváhou přílišné politické centralizace je silná a rozmanitá občanská společnost, vytvářející apolitická sdružení. Domnívá se, že s americkou demokratickou společností vzniká určitý typ společnosti, který v budoucnu ovládne i další kontinenty.
- Starý režim a revoluce (1856) – Tocqueville zde podrobuje zkoumání francouzskou společnost a příčiny přechodu od feudalismu k republice. Tuto práci lze chápat i jako sociologickou případovou studii, v níž se Tocqueville důsledně zabývá analýzou procesu centralizace, během něhož se moc stává stále abstraktnější a vzdálenější od těch, které ovládá, ale zároveň stále všudypřítomnější. Nadměrná centralizace moci, provedená za „starého režimu“, se v revoluční době nestala terčem kritiky, ale naopak oporou a podmínkou celé revoluce. Stačilo totiž panovníka na vrcholku mocenské pyramidy nahradit skupinkou revolucionářů a administrativní mašinérie běžela jako dříve. Tocqueville také pozoruje, jak se během procesu centralizace moci proměňuje povaha samotné společnosti.

## Teorie zkoumání společnosti
Tocqueville vychází ze základní typologické dichotomie společností, jež rozděluje na:
- aristokratické,
- demokratické.

Za hlavní rys demokracie považuje Tocqueville rovnost. Demokratická společnost by měla být společností beztřídní, v demokracii lidé své sociální pozice nedědí a to, jak si kdo vede, je dáno jeho vlastnostmi a schopnostmi, nikoli připsáno původem. V myšlení lidí začínají převládat obecné kategorie a referenčním (vztažným) systémem se stává lidstvo jako celek. Každý je sám sobě autoritou, dochází k rozvoji individualismu.
V individualismu vidí Tocqueville vzájemné sblížení lidí, které však zároveň přináší tendence k izolovanosti. Lidé jsou si sice rovni, ale každý má snahu starat se pouze o svůj majetek, uzavírat se ve svém rodinném kruhu a projevuje jen malý zájem o veřejné či politické záležitosti – jednoduše řečeno, pociťuje pouze slabý pocit závazku vůči společnosti. Individualismus má dva základní důsledky:
- osvobození od tlaku autorit
- jedinec je osamocen tváří v tvář státu

Demokracii považuje Tocqueville za nezvratný proces, poukazuje na nebezpečí, která s sebou demokracie nese, a snaží se jim předejít. V euroamerické historii již od středověku sleduje postupný tlak svobody a rovnosti, ovšem moderní společnosti se v Tocquevillových očích od svobody odklánějí a soustředí se na rozvoj rovnosti. Obává se, že v moderních společnostech časem převládne konformismus až despotismus. Uvědomuje si i negativní důsledky rozvoje průmyslu (vznik nové, „industriální“ aristokracie) i masových médií (kterým už tehdy vytýkal jistou rozmělněnost).

## Význam Alexise de Tocquevilla pro sociologii
Tocqueville poprvé zavedl do analýzy politických institucí sociologické pojmy a metody, a poukázal na to, že politiku nelze zkoumat jen samu o sobě, ale je třeba přihlížet i k obecnějším sociálním a historickým souvislostem. V průběhu 19. století se jeho dílu nedostalo velkého ohlasu pro tehdejší fascinaci ideou „velkých sociálních systémů“, avšak v polovině 20. století byl Tocqueville pro sociologii znovuobjeven a mnohými je považován za jednoho z jejích nejvýraznějších klasiků.
Na Tocquevilla navazovalo mnoho autorů nejrůznějších sociologických dichotomií, jako například Ferdinand Tönnies, Max Weber, Émile Durkheim, Herbert Spencer, Henry Maine a další.